# ونکا اوپاتووسکا
ونکا اوپاتووسکا (به لاتین: Łęka Opatowska) یک روستا در لهستان است که در گمینا ونکا اوپاتووسکا واقع شده‌است.